# NGC 5751
NGC 5751 is een spiraalvormig sterrenstelsel in het sterrenbeeld Ossenhoeder. Het hemelobject werd op 24 april 1789 ontdekt door de Duits-Britse astronoom William Herschel.

## Synoniemen
- UGC 9498
- MCG 9-24-33
- ZWG 273.24
- IRAS 14422+5336
- PGC 52607